# Martina Mlinarević
Martina Mlinarević (Ljubuški, 14. svibnja 1982.), bosanskohercegovačka je kolumnistica, pjesnikinja i društveno angažirana aktivistica hrvatskog podrijetla.

## Životopis
Rođena 14. svibnja 1982. u Ljubuškom. Apsolventica je engleske književnosti, a danas živi i radi u Širokom Brijegu. Kao učenica, a potom i studentica bila je glavna urednica srednjoškolskih i studentskih novina u Mostaru. Radila kao dopisnik za Dnevni List. Poznata je po izuzetno britkom stilu, a veliku popularnost stječe kao kolumnistica različitih internetskih portala, baveći se kontroverznim društveno-političkim temama najuže vezanim za Hercegovinu zbog čega je nemali broj puta bila izložena pritiscima.
Godine 2013. se povlači iz aktivnog komentiranja političke zbilje i objavljuje knjigu Neprocjenjivo koja je za kratko vrijeme postala bestseller u Bosni i Hercegovini i Hrvatskoj. Iste godine kao jedina žena iz Bosne i Hercegovine bila je nominirana za najbolje novoobjavljeno poetsko djelo na bosanskom, crnogorskom, hrvatskom ili srpskom jeziku "Slovo Makovo/Mak Dizdar", nagradu koju dodjeljuje Grad Sarajevo u suradnji s Fondacijom Mak Dizdar, Udruženjem pisaca BiH te PEN Centrom BiH. Za FaceTV osmišljava koncept dijaloške emisije "Dvije škole pod jednim krovom" koja je kroz 20 epizoda ugostila gotovo sve srednje škole s područja Bosne i Hercegovine, u debatama na aktualne i goruće teme u društvu i politici. Godine 2016. u organizaciji State Departmenta boravi mjesec dana na studijskom putovanju po Americi za pisce i blogere iz cijelog svijeta. U travnju 2017. godine iz tiska joj izlazi nova knjiga pod nazivom Ljetos i drugi ledovi, te Huzur u 2018. godini. 
U studenom 2019, Mlinarević je objavila svoju knjigu Bukača u izdanju Buybooka. Promocija knjige desila se na zagrebačkom Interliberu, i po pisanju regionalnih medija, oborila sve rekorde posjećenosti na ovom sajmu.
Fotografije koje su pratile objavu ove knjige je radila bosanskohercegovačka fotografkinja Aida Redžepagić. Martina je seriju fotografija koju je Aida napravila nazvala ”soundtrack za knjigu”, a autorica je za njih nagrađena prvim mjestom na Rovinj Photo Festivalu.   Arhivirana inačica izvorne stranice od 5. rujna 2021. (Wayback Machine)
Mlinarević je naglasila da je Bukača nastavak Huzura jer priča nastavlja tamo gdje je u Huzuru stala, a o knjizi još kaže: "“Bukača” je pobuna, razarajuća bol, izlazak iz šablona. “Bukača” je gorjeti za slobodu na lomači mahale. “Bukača” je priča o viktimizaciji, stigmatizaciji, predrasudama, licemjerju, moralnoj policiji u nemoralnoj zemlji, turbovjernicima što kamenuju drugačijeg od sebe, o prekasnoj zemlji nađubrenoj stigmama, tabuima, šovinizmom, mržnjom, “Bukača” je ljubav iznad svega toga."
Iako više ne objavljuje u medijima, Martina Mlinarević aktivno piše na svojoj Facebook stranici koju prati više od 123.000 ljudi. Bosanskohercegovački časopis za suvremene žene Gracija krajem 2018. godine proglašava je osobom godine. 
U decembru 2019. godine, Martina se udala za svog partnera Gorana. Martina je ljubav između Gorana i nje opisala u knjizi Huzur, a kasnije i sve prepreke koje su zajedno prošli u posljednjoj knjizi Bukača. 
Trenutačno je veleposlanica Bosne i Hercegovine u Češkoj Republici.

## Djela
- Firentinske suze (2005.)
- Otok u prosincu (2006.)
- Neprocjenjivo (2013.)
- Ljetos i drugi ledovi (2017.)
- Huzur (2018.)
- Bukača (2019.)[9]

## Vanjske poveznice
- Facebook stranica Martine Mlinarević